# Litschauerella clematidis
Litschauerella clematidis är en svampart som först beskrevs av Bourdot & Galzin, och fick sitt nu gällande namn av J. Erikss. & Ryvarden 1976. Litschauerella clematidis ingår i släktet Litschauerella och familjen Hydnodontaceae.   Inga underarter finns listade i Catalogue of Life.